# 凯·西格巴恩
凯·曼内·伯耶·西格巴恩（1918年4月20日—2007年7月20日）是瑞典物理学家及1981年諾貝爾物理學獎得獎者之一。他的父亲曼内·西格巴恩曾获1924年诺贝尔物理学奖。

## 生平
1918年出生於隆德，1944年於斯德哥爾摩大學獲博士學位，1951年至1954年於皇家工學院任教授，1954年轉到乌普萨拉大学任實驗物理學教授至1984年。1981年他與尼古拉斯·布隆伯根及阿瑟·伦纳德·肖洛因為在X射线光电子能谱学的成就而共同获得诺贝尔物理学奖。